# Pelourinho de Vinhais
O Pelourinho de Vinhais localiza-se na freguesia de Vinhais, município de Vinhais, distrito de Bragança, em Portugal. Este pelourinho encontra-se classificado como Imóvel de Interesse Público desde 1933.